# العرقة (مأرب)

تعديل مصدري - تعديل

العرقة هي إحدى قرى عزلة ال راشد منيف بمديرية مأرب التابعة لمحافظة مأرب، بلغ تعداد سكانها 357 نسمة حسب تعداد اليمن لعام 2004.